# Teodosij Spassow

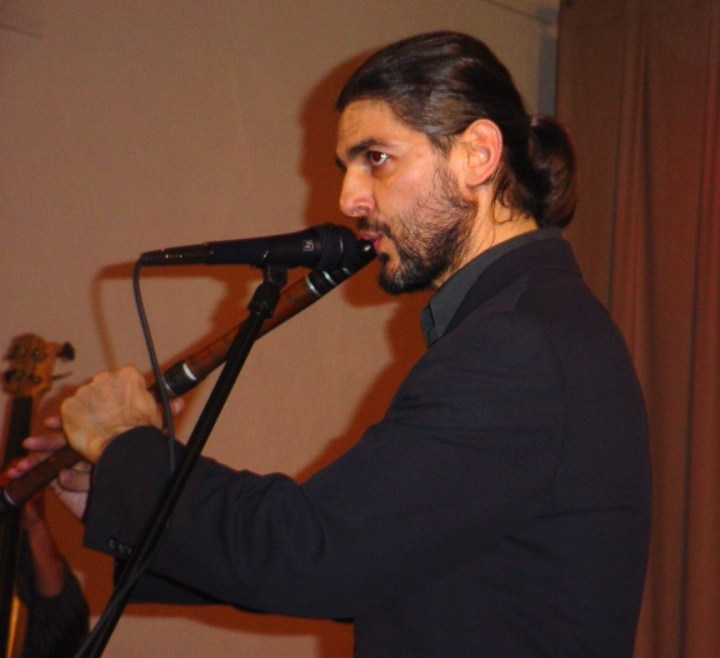
Teodosij Spassow (2002)

Teodosij Spasow (meist Theodosii Spassov geschrieben, bulgarisch Теодосий Спасов; * 4. März 1961 in Isperich, Bulgarien) ist ein bulgarischer Jazzflötist und Filmkomponist; er spielt die Hirtenflöte Kaval.

## Leben und Wirken
Spassow, der bereits als Kind die Kaval spielen lernte, besuchte die Musikschule in Kotel und dann die Musikakademie in Plowdiw; er war Schüler des bulgarischen Jazzmusikers Wesselin Nikolow. In den frühen 1980er Jahren wurde er als Mitglied von Jazz Linia bekannt. Dann arbeitete er mit Simeon Shterev, Ennio Morricone, Ivo Papasov, Yıldız İbrahimova, dem hr-Jazzensemble und 1994 mit dem Frauenchor von Radio Sofia.  Als Komponist schrieb er Musik für Filme wie The Breakout of the Innocent oder An Italian Story. Er trat dann mit der Black Sea Creative Formation von Anatoli Vapirov mit Vladimir Volkov, Harry Tavitian, Enver Ismailov und Stojan Jankulow auf. Auch tourte er mit Mino Cinelu, Antoni Dontschew, Rabih Abou-Khalil und Glen Moore, nahm mit Trilok Gurtu, Matt Darriau, Dave Liebman, Miroslav Tadić, Dimitar Bodurov und mit der Schweizer Gruppe Fonixx auf und spielte regelmäßig mit Billy Cobham. Kristjan Järvi holte ihn 2013 zu seinem Projekt Balkan Fever, für das er auch arrangierte.

## Preise und Auszeichnungen
Spassow erhielt 1994 den Special Prize of Detroit Flute Festival und 1996 den International Academy of Arts in Paris Award. In Bulgarien wurde er 1997 und 2002 als „Musiker des Jahres“ geehrt und erhielt 2001 den Apollo Toxophoros für seine Beiträge zur bulgarischen Musik. 2006 wurde er als bester Filmmusik-Komponist mit einem National Film Centre Annual Award ausgezeichnet.

## Diskographische Hinweise
- Theodosii Spassov / Stefan Moutafchief The Long Road 1986
- Milcho Leviev/Theodosii Spassov Trio Gourbet Mohabet (Live) 1990
- Beyond the Frontiers (Filmmusiken) 1995
- Jazz Across the Border (mit Anatoly Vapirov und Stoyan Yankoulov; Wergo Records 1998)
- The Fish Are Praying for Rain (Trad. Crossroads, 2000)
- Begegnungen (mit Kammerorchester Gabrovo, Christine Lauterburg, Andreas Marti, Raphael Zehnder; 2003)
- Kristjan Järvi Balkan Fever (mit Miroslav Tadić, Vlatko Stefanovski, MDR-Sinfonieorchester; Naïve Records 2014)
- Theodosii Spassov & Ivan Shopov: Infusion (Etheraudio Records 2018)